# Каспар Нетшер
Каспар Нетшер (нід. Caspar Netscher, 1639 — 15 січня 1684) — нідерландський художник-портретист, мініатюрист, засновник династії живописців Нетшерів.

## Життєпис
Походив з родини митців. Народився у 1639 році в Гейдельберзі. Був молодшим сином німецького скульптора Йогана Нетшера, який перебував на службі у Речі Посполитої. Незабаром після народження Каспара батько помер, а мати Елізабет Феттер вирушила до Голландії, рятуючись від війни, що тоді вирувала у Польщі. В дорозі померли двоє старших братів Каспара, після численних пригод дворічний він з матір'ю знайшли притулок в Арнемі у доктора А. Тюллекенса.
З дитинства виявив хист до малювання. Розпочав навчання у художника Гендріка Костера. В 1654—1655 роках продовжив навчання у Жерара тер Ворха Молодшого у Девентері. У 1658 або 1659 році перебрався до Гааги. У 1659 році мав намір вирушити до Італії, де ознайомитися з досягненнями тамтешніх майстрів, шлях йшов через Францію, й він оселився у Бордо. Тут Нетшер оженився. Посилення гонінь на протестантів у Франції змусили молоду сім'ю у 1662 році переїхати до Гааги, де Нетчер приєднався до місцевої гільдії живописців.
У 1668 році стає членом міської варти. У 1670-х роках став доволі популярним художником серед підприємців, знаті, королівських осіб. Тому Нетшер розширив свою майстерню, взявши учнів.
Під час правління Карла II Каспар Нетчер відвідав Англію, проте залишався там не довго. У майстра було 12 дітей, двоє з яких — сини Теодор і Костянтин — присвятили себе справі батька і стали його учнями. Помер у 1684 році від подагри.

## Творчість
На початку наслідував манеру свого вчителя Герарда тер Борха Молодшого. Лише з 1660-х років виробив власний стиль, став малювати великі полотна («Мереживниця»). Водночас наслідував стиль Гаазької школи у виконанні портретів. Їх особливість елегантність та вишуканість («Портрет Марії II Стюарт», «Портрет Вільгельма III»). Саме в зображенні портрету Нетшер уславився найбільше.
- Дама з папугою біля вікна (1666)